# Municipio de Tobyhanna
El municipio de Tobyhanna  (en inglés: Tobyhanna Township) es un municipio ubicado en el condado de Monroe en el estado estadounidense de Pensilvania. En el año 2000 tenía una población de 6.152 habitantes y una densidad poblacional de 47,1 personas por km².

## Geografía
El municipio de Tobyhanna se encuentra ubicado en las coordenadas 41°07′28″N 75°37′34″O / 41.12444, -75.62611.

## Demografía
Según la Oficina del Censo en 2000 los ingresos medios por hogar en la localidad eran de $43,211 y los ingresos medios por familia eran $44,651. Los hombres tenían unos ingresos medios de $36,639 frente a los $28,194 para las mujeres. La renta per cápita para la localidad era de $20,726. Alrededor del 10,5% de la población estaban por debajo del umbral de pobreza.